# Joan Lascorz

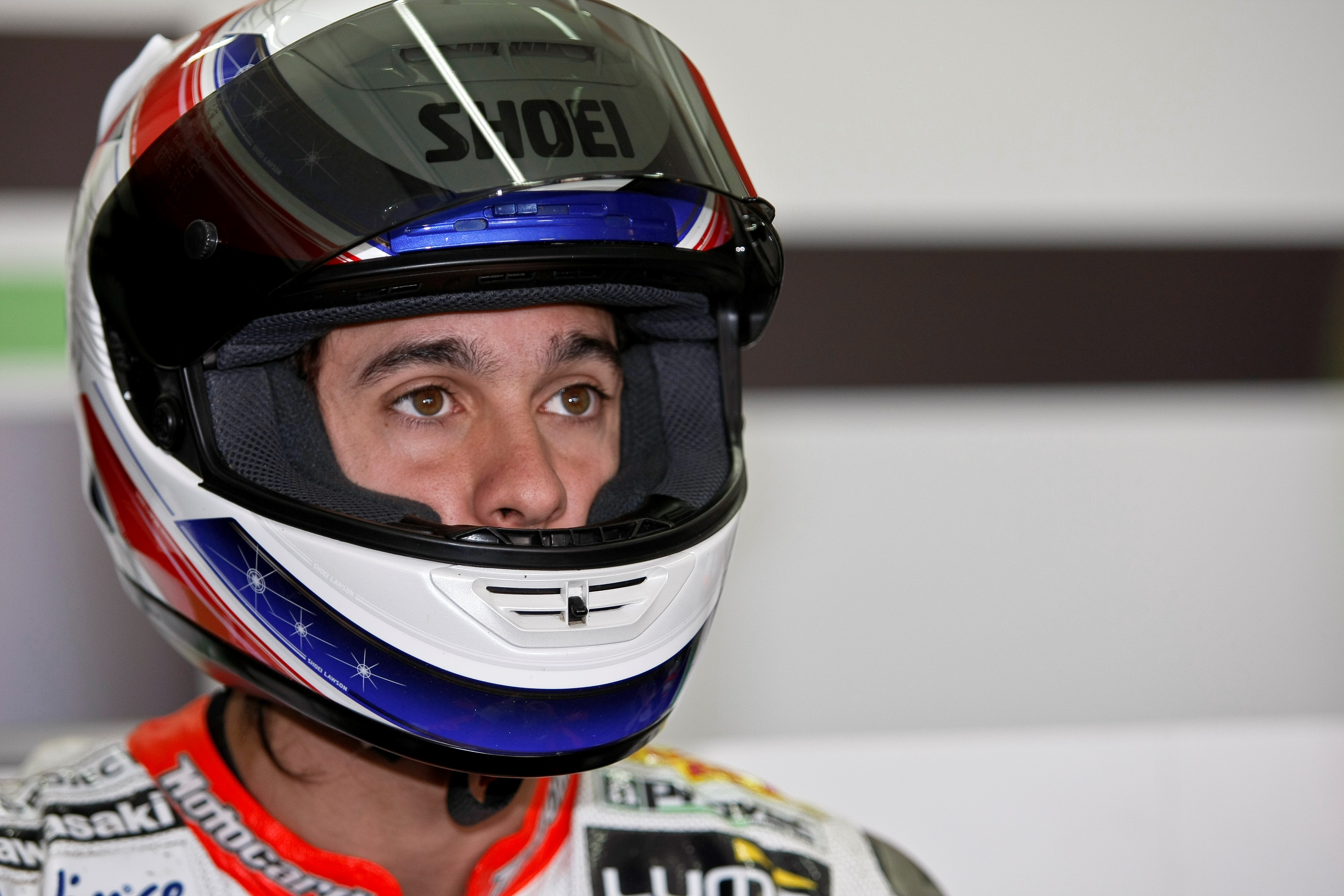
Joan Lascorz in 2010.

Joan Lascorz Moreno (L'Hospitalet de Llobregat, 27 februari 1985) is een Spaans motorcoureur en rallyrijder.

## Carrière
Lascorz maakte zijn motorsportdebuut in 1995, toen hij kampioen werd in het Catalaanse minibikekampioenschap, voordat hij in 1997 kampioen werd in het Catalaanse 50cc-kampioenschap. Hierna reed hij in diverse Spaanse klassen en in 2003 kwam hij uit in het Spaanse 125cc-kampioenschap. In 2004 maakte hij de overstap naar de supermotard-klasse, waarin hij op een Honda nationaal kampioen werd. In 2005 kwam hij uit in het Spaans kampioenschap Supersport, waarin hij met 46 punten zesde werd. Dat jaar maakte hij tevens zijn debuut in het wereldkampioenschap Supersport op een Honda als wildcardcoureur tijdens de race op Imola, waarin hij negentiende werd. In 2006 bleef hij actief in het Spaanse kampioenschap, waarin hij ditmaal met 75 punten vierde werd. Ook keerde hij dat jaar terug in het WK Supersport op een Honda op Imola, ditmaal als eenmalige vervanger van Alessio Aldrovandi. Hij werd dit keer twintigste in de race.
In 2007 reed Lascorz zijn eerste volledige seizoen in het WK Supersport op een Honda. Hij behaalde zijn eerste podiumplaats met een derde positie in de voorlaatste race op Vallelunga. Met 38 punten werd hij achttiende in het kampioenschap. Ook bleef hij actief in het Spaans kampioenschap Supersport, waarin hij twee zeges behaalde en met 66 punten vijfde werd. In 2008 kwam hij enkel uit in het WK Supersport op een Honda en behaalde hij zijn eerste zege in zijn thuisrace op Valencia. Ook op Losail, Assen en Portimão behaalde hij het podium. Met 121 punten werd hij vijfde in de eindstand.
In 2009 maakte Lascorz binnen het WK Supersport de overstap naar een Kawasaki. Hij behaalde vijf podiumplaatsen op Assen, Monza, Donington, Brno en Nürburg, voordat hij in de voorlaatste race op Magny-Cours zijn enige overwinning van het jaar behaalde. Met 163 punten werd hij achter Cal Crutchlow, Eugene Laverty en Kenan Sofuoğlu vierde in het klassement. In 2010 kende hij een succesvol seizoen met een overwinning in Valencia en zeven andere podiumfinishes uit de eerste negen races. Bij de start van de race op Silverstone kwam hij echter in aanraking met Roberto Tamburini, waarbij hij ten val kwam. Hij liep hierbij een hersenschudding en diverse andere blessures op, waardoor hij de rest van het seizoen moest missen. Uiteindelijk werd hij met 168 punten derde in de rangschikking, achter Sofuoğlu en Laverty.
In 2011 stapte Lascorz over naar het wereldkampioenschap superbike, waarin hij debuteerde op een Kawasaki. Hij kende een redelijk debuutseizoen, waarin drie vijfde plaatsen op Donington, Aragón en Portimão zijn beste resultaten waren. Met 161 punten werd hij elfde in de eindstand. In 2012 begon hij het seizoen goed met drie puntenfinishes in de eerste vier races. Op 2 april kwam hij ten val tijdens een testsessie op het Autodromo Enzo e Dino Ferrari. Met een snelheid van boven de 200 km/h kwam hij tegen een betonnen muur aan. Hij brak hierbij zijn zesde halswervel, waardoor hij verlamd raakte en zijn motorsportcarrière moest beëindigen.

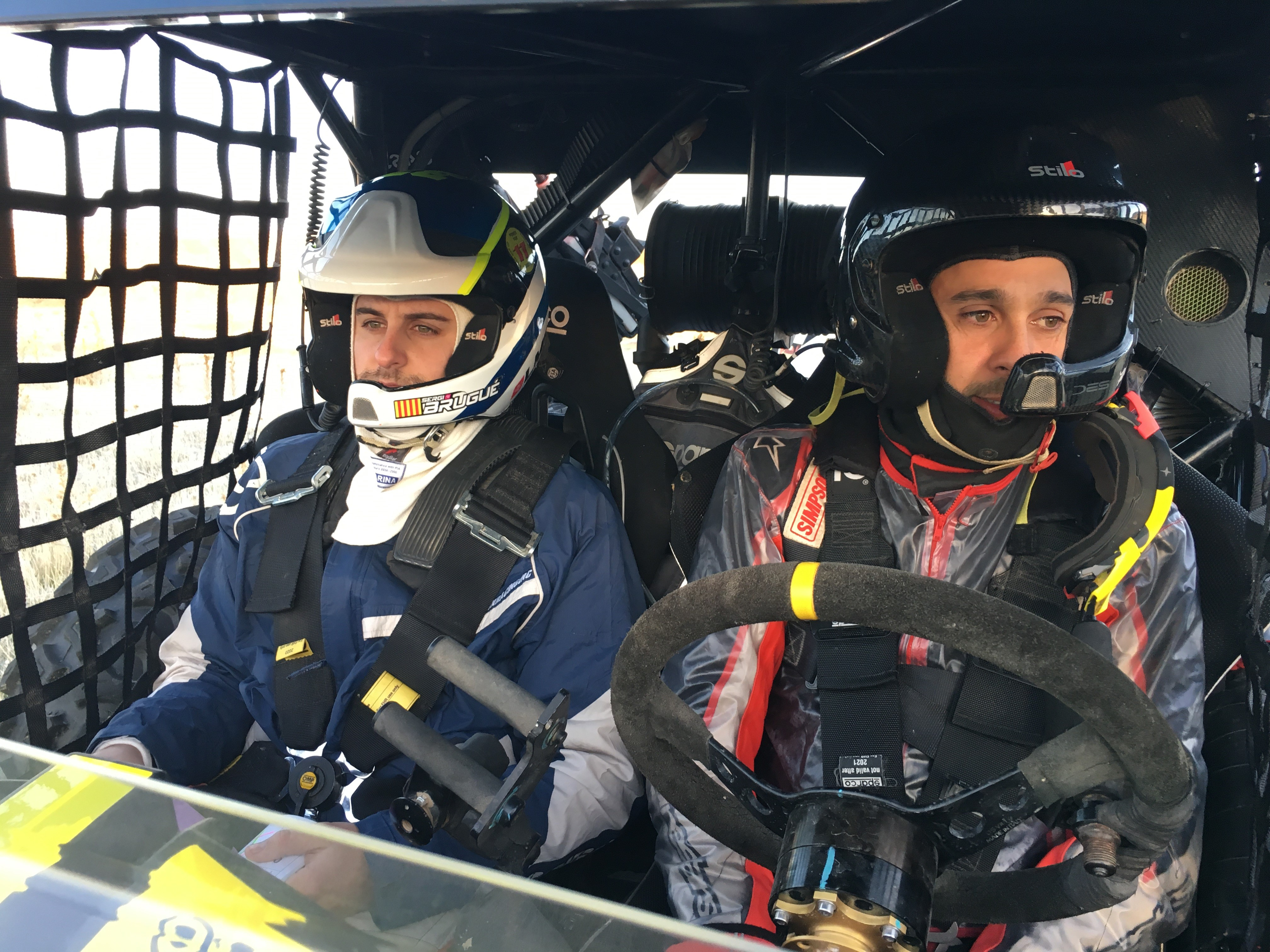
Lascorz (rechts) en Sergi Brugué in de Rally TT Cuenca in 2016.

Na zijn blessure ging Lascorz aan de slag als motorsportcommentator bij de Spaanse televisiezender TVE. Ook kocht hij een rallyauto en paste hier de nodige dingen in aan, zodat hij zijn carrière kon voortzetten als rallyrijder. In 2014 reed hij zijn eerste rally en in 2015 nam hij deel aan het Spaans kampioenschap rally, waarin hij samen met bijrijder Raúl Guzmán derde werd in de buggy-klasse, voordat hij deze klasse in 2016 samen met Sergi Brugué wist te winnen. In 2017 won hij de Merzouga Rally, onderdeel van de Dakar Series, en werd hij tweede in de Dakar Challenge. In 2020 won hij het Franse Handikart H4-kampioenschap, voordat hij in 2021 vijfde werd in de SSV-categorie van de Andorrese G-Series.